# Il cugino di Paperino
Il cugino di Paperino (Donald's Cousin Gus) è un film del 1939 diretto da Jack King. È un cortometraggio animato della serie Donald Duck, prodotto dalla Walt Disney Productions e uscito negli Stati Uniti il 19 maggio 1939, distribuito dalla RKO Radio Pictures. È stato distribuito anche con il titolo Paperino e l'affamato, mentre a partire dagli anni novanta è più noto come Il cugino di Paperino (che è anche il titolo di distribuzione originaria).
Questo cortometraggio fu anche il primo programma pre-registrato a venire trasmesso in TV negli Stati Uniti, andando in onda come parte della "prima notte" di programmazione sponsorizzata della NBC il 3 maggio 1939. trasmesso nel 2015 su K2 & Frisbee. 

## Trama
Paperino sta per pranzare con una zuppa, ma sente suonare il campanello. Alzatosi da tavola, trova sull'uscio un tipo cicciottello, che gli mostra una lettera, scritta da Fanny; essa dice che lui, Ciccio, è il cugino di Paperino e che non mangia molto. Un particolare orologio avvisa Ciccio che è ora di pranzo, così lui, entrato in casa di Paperino, comincia a mangiare tutto ciò che è in tavola in modi surreali, a cominciare proprio dalla zuppa. Il papero inizialmente si diverte, ma poi, ogni volta che prende qualcosa da mangiare o da bere, Ciccio riesce a portargliela via facendolo infuriare. Dopo un fallimentare tentativo di buttarlo fuori con un carrellino, Paperino decide di dargli da mangiare un "hot dog cagnolino". Ciccio lo mangia, ma esso si mette ad abbaiare e a comportarsi come un cane vero all'interno del suo stomaco. Paperino lancia perciò un osso fuori casa, che Ciccio insegue, per poi barricare la porta. Quest'ultimo riesce però a rientrare in casa passando dalla porta sul retro e si chiude nel freezer di Paperino, mettendosi a mangiare il contenuto, poiché è l'ora della "cena fredda". Il papero, rassegnato, sviene.

## Distribuzione

### Edizioni home video

#### VHS
- Serie oro – Paperino (ottobre 1985)
- Cartoons Disney 6 (dicembre 1985)
- Sono io... Paperino (marzo 1990)

#### DVD
Il cortometraggio è incluso nei DVD Walt Disney Treasures: Semplicemente Paperino - Vol. 1 e Paperino - 75º anniversario.